# Noorwegen op de Olympische Winterspelen 1960
Tijdens de Olympische Winterspelen van 1960, die in Squaw Valley (Verenigde Staten) werden gehouden, nam Noorwegen voor de achtste keer deel.

## Medailleoverzicht
| Sport              | Olympiër                                                      | Discipline            | Medaille |
| ------------------ | ------------------------------------------------------------- | --------------------- | -------- |
| Langlaufen         | Håkon Brusveen                                                | 15 km (m)             | Goud     |
| Schaatsen          | Roald Aas                                                     | 1500 m (m)            | Goud     |
| Schaatsen          | Knut Johannesen                                               | 10.000 m (m)          | Goud     |
| Langlaufen         | Harald Grønningen Hallgeir Brenden Einar Østby Håkon Brusveen | 4x10 km estafette (m) | Zilver   |
| Noordse combinatie | Tormod Knutsen                                                | mannen                | Zilver   |
| Schaatsen          | Knut Johannesen                                               | 5000 m (m)            | Zilver   |

## Deelnemers en resultaten

### Alpineskiën
| Olympiër          | Discipline       | Resultaat | Prestatie                    |
| ----------------- | ---------------- | --------- | ---------------------------- |
| Oddvar Rønnestad  | afdaling (m)     | 20e       | 2.15,4 (+9,4)                |
| Oddvar Rønnestad  | reuzenslalom (m) | 51e       | 2.23,3 (+35,0)               |
| Oddvar Rønnestad  | slalom (m)       | 14e       | 2.23,3 (+14,4) 1.18,8+1.04,5 |
|                   |                  |           |                              |
| Inger Bjørnbakken | reuzenslalom (v) | 20e       | 1.45,5 (+5,6)                |
| Inger Bjørnbakken | slalom (v)       | 14e       | 2.02,5 (+12,9) 57,3+1.05,2   |
| Marit Haraldsen   | afdaling (v)     | 12e       | 1.42,9 (+5,3)                |
| Marit Haraldsen   | reuzenslalom (v) | dq        | diskwalificatie              |
| Marit Haraldsen   | slalom (v)       | 11e       | 1.59,8 (+10,2) 59,8+1.00,0   |
| Liv Christiansen  | afdaling (v)     | 30e       | 1.51,2 (+13,6)               |
| Liv Christiansen  | reuzenslalom (v) | 24e       | 1.46,4 (+6,5)                |
| Liv Christiansen  | slalom (v)       | dq        | diskwalificatie              |
| Astrid Sandvik    | afdaling (v)     | 37e       | 2.02,9 (+25,3)               |
| Astrid Sandvik    | reuzenslalom (v) | 19e       | 1.45,4 (+5,5)                |
| Astrid Sandvik    | slalom (v)       | 36e       | 2.29,4 (+39,8) 58,1+1.31,3   |

### Biatlon
| Olympiër        | Discipline | Resultaat | Prestatie                              |
| --------------- | ---------- | --------- | -------------------------------------- |
| Ola Wærhaug     | 20 km (m)  | 7e        | 1:38.35,8 (+5.14,2) pen.: 1 (0-1-0-0)  |
| Henry Hermansen | 20 km (m)  | 10e       | 1:42.20,1 (+8.58,5) pen.: 4 (0-0-0-4)  |
| Jon Istad       | 20 km (m)  | 11e       | 1:44.53,5 (+11.31,9) pen.: 4 (1-1-2-0) |

### Langlaufen
| Olympiër                                                      | Discipline            | Resultaat | Prestatie                                                   |
| ------------------------------------------------------------- | --------------------- | --------- | ----------------------------------------------------------- |
| Hallgeir Brenden                                              | 15 km (m)             | 12e       | 53.02,2 (+1.06,7)                                           |
| Hallgeir Brenden                                              | 30 km (m)             | 9e        | 1:55.19,8 (+4.15,9)                                         |
| Hallgeir Brenden                                              | 50 km (m)             | 9e        | 3:08.23,0 (+9.16,7)                                         |
| Håkon Brusveen                                                | 15 km (m)             | Goud      | 51.55,5                                                     |
| Harald Grønningen                                             | 15 km (m)             | 11e       | 52.55,5 (+1.00,0)                                           |
| Harald Grønningen                                             | 50 km (m)             | 14e       | 3:11.17,1 (+12.10,8)                                        |
| Oddmund Jensen                                                | 30 km (m)             | 10e       | 1:55.35,0 (+4.31,1)                                         |
| Oddmund Jensen                                                | 50 km (m)             | 11e       | 3:09.16,2 (+10.09,9)                                        |
| Magnar Lundemo                                                | 30 km (m)             | 16e       | 1:58.46,8 (+7.42,9)                                         |
| Einar Østby                                                   | 15 km (m)             | 4e        | 52.18,0 (+0.22,5)                                           |
| Sverre Stensheim                                              | 30 km (m)             | 20e       | 1:59.52,8 (+8.48,9)                                         |
| Sverre Stensheim                                              | 50 km (m)             | 10e       | 3:08.51,5 (+9.45,2)                                         |
| Harald Grønningen Hallgeir Brenden Einar Østby Håkon Brusveen | 4x10 km estafette (m) | Zilver    | 2:18.46,4 (+0.00,8) (35.07,0 / 34.41,0 / 34.41,0 / 34.17,4) |

### Noordse combinatie
| Olympiër         | Discipline | Resultaat | Prestatie                                   |
| ---------------- | ---------- | --------- | ------------------------------------------- |
| Tormod Knutsen   | mannen     | Zilver    | 453,000 punten schans: 217,0 15 km: 236,000 |
| Arne Larsen      | mannen     | 6e        | 444,613 punten schans: 215,0 15 km: 229,613 |
| Sverre Stenersen | mannen     | 7e        | 438,081 punten schans: 205,5 15 km: 232,581 |
| Gunder Gundersen | mannen     | 11e       | 433,048 punten schans: 205,5 15 km: 227,548 |

### Schaatsen
| Olympiër           | Discipline   | Resultaat | Prestatie         |
| ------------------ | ------------ | --------- | ----------------- |
| Nils Aaness        | 500 m (m)    | 24e       | 42,5 (+2,3)       |
| Nils Aaness        | 1500 m (m)   | dnf       | opgave            |
| Roald Aas          | 1500 m (m)   | Goud      | 2.10,4            |
| Roald Aas          | 5000 m (m)   | 25e       | 8.30,1 (+38,8)    |
| Roald Aas          | 10.000 m (m) | 23e       | 17.26,8 (+1.40,2) |
| Hroar Elvenes      | 500 m (m)    | 14e       | 41,4 (+1,2)       |
| Hroar Elvenes      | 1500 m (m)   | 39e       | 2.24,9 (+14,5)    |
| Alv Gjestvang      | 500 m (m)    | 6e        | 40,8 (+0,6)       |
| Knut Johannesen    | 500 m (m)    | 20e       | 42,3 (+2,1)       |
| Knut Johannesen    | 1500 m (m)   | 11e       | 2.14,5 (+4,1)     |
| Knut Johannesen    | 5000 m (m)   | Zilver    | 8.00,8 (+9,5)     |
| Knut Johannesen    | 10.000 m (m) | Goud      | 15.46,6           |
| Torstein Seiersten | 5000 m (m)   | 4e        | 8.05,3 (+14,0)    |
| Torstein Seiersten | 10.000 m (m) | 6e        | 16.33,4 (+46,8)   |

### Schansspringen
| Olympiër          | Discipline | Resultaat | Prestatie                  |
| ----------------- | ---------- | --------- | -------------------------- |
| Torbjørn Yggeseth | mannen     | 5e        | 216,1 punten (88,5+82,5 m) |
| Halvor Næs        | mannen     | 11e       | 209,8 punten (86,0+81,5 m) |
| Kåre Berg         | mannen     | 13e       | 207,4 punten (83,0+81,5 m) |
| Ole Tom Nord      | mannen     | 23e       | 200,2 punten (81,0+82,0 m) |

Argentinië · Australië · Bulgarije · Canada · Chili · Denemarken · Duits eenheidsteam · Finland · Frankrijk · Groot-Brittannië · Hongarije · IJsland · Italië · Japan · Libanon · Liechtenstein · Nederland · Nieuw-Zeeland · Noorwegen · Oostenrijk · Polen · Sovjet-Unie · Spanje · Tsjecho-Slowakije · Turkije · Verenigde Staten · Zuid-Afrika · Zuid-Korea · Zweden · Zwitserland